# Corrie Sanders
Pour les articles homonymes, voir Sanders.
Corrie Sanders est un boxeur sud-africain né le 7 janvier 1966 à Pretoria et mort le 23 septembre 2012 à Pretoria.

## Carrière
Passé professionnel en 1989, il devient champion du monde poids lourds WBO le 8 mars 2003 après avoir battu par arrêt de l'arbitre à la 2e reprise Wladimir Klitschko. Sanders laisse sa ceinture vacante pour affronter Vitali Klitschko, titre WBC en jeu, mais il est cette fois arrêté au 8e round. Il met un terme à sa carrière en 2008 sur un bilan 42 victoires et 4 défaites.
Il meurt dans un hôpital de Pretoria le 23 septembre 2012 à l'âge de 46 ans, après une fusillade dans un restaurant à Brits, où il fêtait l'anniversaire de son neveu âgé de 21 ans. Trois hommes armés venus faire un braquage, ont tiré au hasard sur les personnes présentes. Corrie Sanders est touché à la main et à l'estomac.